# Stuttgart Indoor
Lo Stuttgart Indoor è stato un torneo di tennis facente parte del Grand Prix giocato dal 1979 al 1981 a Stoccarda in Germania su campi in sintetico indoor.

## Albo d'oro

### Singolare
| Anno | Vincitore      | Finalista       | Punteggio               |
| ---- | -------------- | --------------- | ----------------------- |
| 1979 | Wojciech Fibak | Guillermo Vilas | 6–2, 6–2, 3–6, 6–3      |
| 1980 | Tomáš Šmíd     | Mark Cox        | 6–1, 6–3, 5–7, 1–6, 6–4 |
| 1981 | Ivan Lendl     | Chris Lewis     | 6–3, 6–0, 6–7, 6–3      |

### Doppio
| Anno | Vincitori                   | Finalisti                    | Punteggio     |
| ---- | --------------------------- | ---------------------------- | ------------- |
| 1979 | Wojciech Fibak Tom Okker    | Bob Carmichael Brian Teacher | 6–3, 5–7, 7–6 |
| 1980 | Wojciech Fibak Tomáš Šmíd   | Tim Mayotte Larry Stefanki   | 6–4, 7–6      |
| 1981 | Buster Mottram Nick Saviano | Craig Edwards Eddie Edwards  | 3–6, 6–1, 6–2 |